# Arielina collaris
Arielina collaris är en skalbaggsart som beskrevs av Moser 1913. Arielina collaris ingår i släktet Arielina och familjen Cetoniidae. Inga underarter finns listade.